# 53250 Beucher
53250 Beucher è un asteroide della fascia principale. Scoperto nel 1999, presenta un'orbita caratterizzata da un semiasse maggiore pari a 2,8257336 UA e da un'eccentricità di 0,0192228, inclinata di 1,44428° rispetto all'eclittica.